# 杨公堤
杨公堤，是中华人民共和国浙江杭州西湖上的一条堤坝，与苏堤、白堤并称为“西湖三堤”。杨公堤原称作西山路。
杨公堤位于西湖西侧西里湖上，北起仁寿山，南至赤山埠，连接丁家山、眠牛山等西湖中小岛，为明朝正德三年（1508年）在杭州知府杨孟瑛的主持下修成，故而得名。后因西湖西侧逐渐淤积成陆，杨公堤与西湖西岸现已联为一体。
杨公堤北为曲院风荷，南为花港观鱼，著名的刘庄也位于杨公堤上，这使杨公堤也成为杭州主要景区之一。